# フクースナ・イ・トーチカ
フクースナ・イ・トーチカ（ロシア語: Вкусно – и точка、Vkusno i tochka）は、ロシアのファストフードチェーンである。ロシアのウクライナ侵攻を受けて、マクドナルドがロシア国内の全店舗を閉鎖して実業家のアレクサンドル・ゴボルに売却し、ゴボルが新ブランドで再オープンさせた。メニューはマクドナルドのものを引き継いでいる。

## 歴史
2022年2月のロシアのウクライナ侵攻の後もマクドナルドはロシア国内の店舗の営業を継続していたが、ソーシャルメディアにおける非難を受けて、同年3月8日、マクドナルドはロシア国内の店舗の一時休業と、従業員への給与の支払いの継続を発表した。BBCのロシア担当デスクのスティーブ・ローゼンバーグは、マクドナルドのロシア1号店の開店が冷戦終結の象徴となったことを振り返り、ロシアのマクドナルドの閉店は「非常に象徴的」だと述べた。ロイターも、ロシア国内のマクドナルドが、「ソ連の崩壊と、アメリカの資本主義の繁栄の象徴」として「象徴的な重要性」を持っていたと述べた。マクドナルド休業の報道を受けて、国家院議長のヴャチェスラフ・ヴォロージンが「マクドナルドが閉店を発表した。それは良い、閉店しろ! 明日には、マクドナルドではなくワーニャ伯父さんの店があるだろう」と言ったと報じられた。実際に、マクドナルドの"M"のロゴを横倒しにして線を引いた「ワーニャ伯父さん」の商標登録が出願された。このロゴマークはモスバーガーの物に似ていると指摘された。
5月16日、マクドナルドはロシアから完全に撤退することを決定した。5月27日、マクドナルドがロシア国内の店舗をロシアにおけるフランチャイザーであるアレクサンドル・ゴボルに売却すると報じられた。ロシア国内のマクドナルドを引き継ぐ会社のブランド名として、特許出願書類には"Fun and Tasty"や"The Same One"などの名前が記載されていた。ゴボルによる買収が発表された直後、同社はマクドナルドの"M"のロゴを新しいロゴに変更した。新ブランド名は「フクースナ・イ・トーチカ」（ロシア語: Вкусно и точка）とすることが発表された。日本語では「おいしい、それだけ」、「おいしい、以上」などと訳されている。
2022年6月12日、モスクワ市内の15店舗が新ブランドで営業を再開し、その翌日にはモスクワ市内とその周辺の50店舗で営業を再開した。
インタファクス通信やタス通信によると、2018年からウラジオストクなどのロシア極東地域にてファストフード店を展開している「イエダ・イ・トーチカ」の経営者は「事実上うちの店名のコピーだ」として、法的措置も検討していることが2022年6月15日に報じられた。7月2日には販売されていたバーガーのパンにカビが生えていたとする写真がSNSに投稿されるなど、品質管理を不安視する声もあがった。
2022年11月、フクースナ・イ・トーチカはロシアと同様の理由でマクドナルドが撤退したベラルーシでもフランチャイズを展開することを明らかにし、マクドナルドから事業を引き継いだ上で同月22日から営業を開始することを発表した。同国大統領のアレクサンドル・ルカシェンコは「（マクドナルドが）撤退してくれてありがたい」と歓迎のコメントを出した。

## メニュー

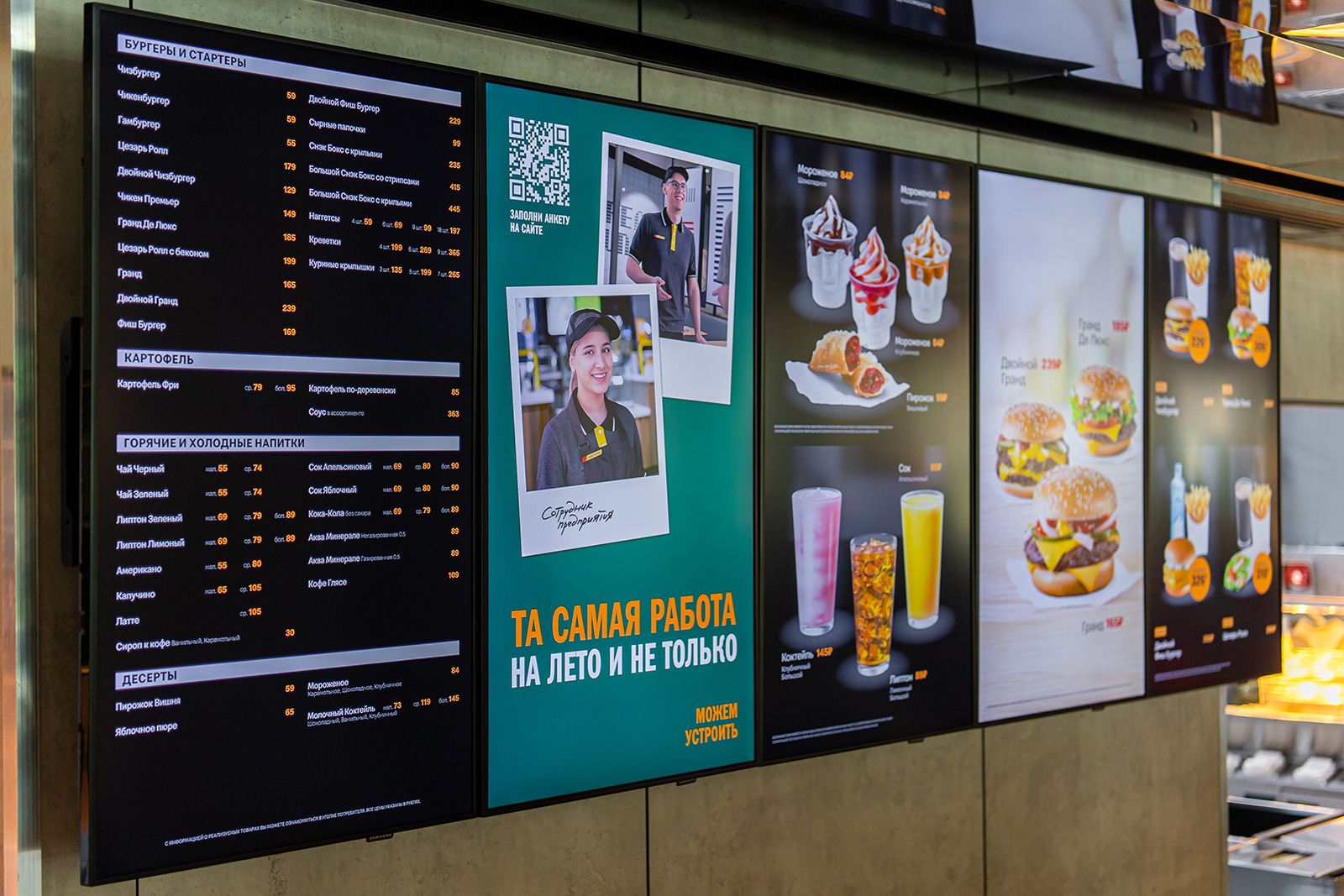
フクースナ・イ・トーチカの店舗に掲げられたメニュー

チェーンの総管理者によれば、物流システムの関係で、予定していた全てのメニューはまだ提供されていない。フクースナ・イ・トーチカでは、マックフルーリー、サラダは提供されない。
2022年6月現在、フクースナ・イ・トーチカで提供されている商品は以下の通りである（括弧内は対応するマクドナルドの商品）。
- ボリショイ・バーガー、ビッグ・バーガー（ビッグマック）[22]
- フィッシュバーガー（フィレオフィッシュ）、ダブル・フィッシュバーガー
- チキンバーガー（マックチキン）、チキンプレミア（シリアスリー・チキン）
- シーザーロール（マックラップ）、シーザーロール・ベーコン、フレッシュロール
- フライドポテト、ポテトウェッジズ
- チキンナゲット（チキンマックナゲット）、チキンストリップ（英語版）、モッツァレラディッパー（英語版）、シュリンプ
- コカ・コーラ ゼロ、ミルクシェーキ、サンデー、紅茶、コーヒー、ジュース
- 朝食メニュー：パンケーキ、オムレツ、チェリーパイ